# Young Americans (album)
Young Americans is het negende studioalbum van de Britse popartiest David Bowie. Het werd op 7 maart 1975 uitgegeven door RCA. Met dit album nam Bowie afscheid van de glamrockstijl die zijn voorgaande albums zo kenmerkte en toonde hij zijn interesse in soul en R&B. Bowie zelf benoemde de sound van Young Americans als 'plastic soul' om zich op die manier te onderscheiden van de traditionele soulplaten. 

## Achtergrond
De opnamen vonden plaats tussen augustus 1974 en januari 1975 in Philadelphia en New York. Bowie werkte voor het eerst samen met gitarist Carlos Alomar die jarenlang in zijn liveband zou spelen. Ook zanger Luther Vandross en saxofonist David Sanborn verleenden bijdragen. In New York speelde John Lennon mee op Fame;  Bowie eerde de ex-Beatle door diens Across the Universe te coveren, en A Day in the Life te citeren in het titelnummer ("I heard the news today, oh boy") dat op 21 februari 1975 op single werd uitgebracht. 

## Ontvangst
Hoewel Bowie een van de eerste Britse artiesten was die zwarte muziekstijlen omarmde was Young Americans vooral een succes in de Verenigde Staten (#9). Met Fame scoorde Bowie in de zomer van 1975 zijn eerste Amerikaanse nr.1-hit. In Nederland haalde het lovend ontvangen album de 24e plaats.

## Heruitgaven
Young Americans werd vijfmaal heruitgegeven; in 1984, 1991, 1999, 2007 en 2016. Op de heruitgaven van 1991 en 2007 staan bonustracks, alternatieve versies. Op de cd-box Sound + Vision uit 1989 staat het niet eerder uitgebrachte After Today.

## Tracklist
- Alle nummers geschreven door Bowie, tenzij anders vermeld.

kant 1
1. "Young Americans" – 5:10
2. "Win" – 4:44
3. "Fascination" (Bowie, Luther Vandross) – 5:43
4. "Right" – 4:13

kant 2
1. "Somebody Up There Likes Me" – 6:30
2. "Across the Universe" (John Lennon, Paul McCartney) – 4:30
3. "Can You Hear Me?" – 5:04
4. "Fame" (Bowie, Lennon, Carlos Alomar) – 4:12

Bonustrack op Sound + Vision box set 1989
1. "After Today" – 3:50

Bonustracks op heruitgave 1991
1. "Who Can I Be Now?" – 4:36
2. "It's Gonna Be Me" – 6:27
3. "John, I'm Only Dancing (Again)" – 6:57

Bonustracks op heruitgave 2007
1. "John, I'm Only Dancing (Again)" – 7:03
2. "Who Can I Be Now? (Stereo mix)" – 4:40
3. "It's Gonna Be Me (Stereo mix)" – 6:28
4. "1984 (Live on The Dick Cavett Show)" (alleen op DVD) – 3:07
5. "Young Americans (Live on The Dick Cavett Show)" (alleen op DVD) – 5:11
6. "Dick Cavett interviews David Bowie" (alleen op DVD) – 16:03